# Pitheciidae
I Pitecidi (Pitheciidae Mivart, 1865) sono una famiglia di primati aplorrini, diffusi in Sud America.
Al genere sono ascritte le varie specie di uakari, pitecie, callicebi e chiropoti: si tratta di animali di taglia medio-piccola, diffusi principalmente in Amazzonia, dalla Colombia alla Bolivia.
Le dimensioni maggiori le si osserva nel genere Cacajao (50 cm) mentre le specie del genere Callicebus sono quelle di dimensioni più piccole, con una lunghezza di circa 20 cm, più almeno altrettanti di coda.

Presentano in genere un moderato dimorfismo sessuale, con maschi di dimensioni leggermente maggiori delle femmine; in taluni casi (p.es. Pithecia pithecia) i due sessi differiscono anche per la colorazione della pelliccia. Posseggono code non prensili di lunghezza variabile.
La loro dieta si basa essenzialmente su frutti, foglie, germogli, semi e piccoli artropodi.
Hanno abitudini diurne ed arboricole. Le dimensioni delle colonie vanno dai piccoli nuclei monofamiliari dei Callicebus ai grandi gruppi sociali dei Cacajao, che possono arrivare ad avere oltre 100 membri.
Al pari di molti altri primati, tra i Pitecidi è diffusa la pratica del grooming, che oltre a proteggere dall'attacco dei parassiti, ha il ruolo di rafforzare i legami sociali.
Tutti i Pitecidi danno alla luce un solo piccolo per volta.

## Tassonomia

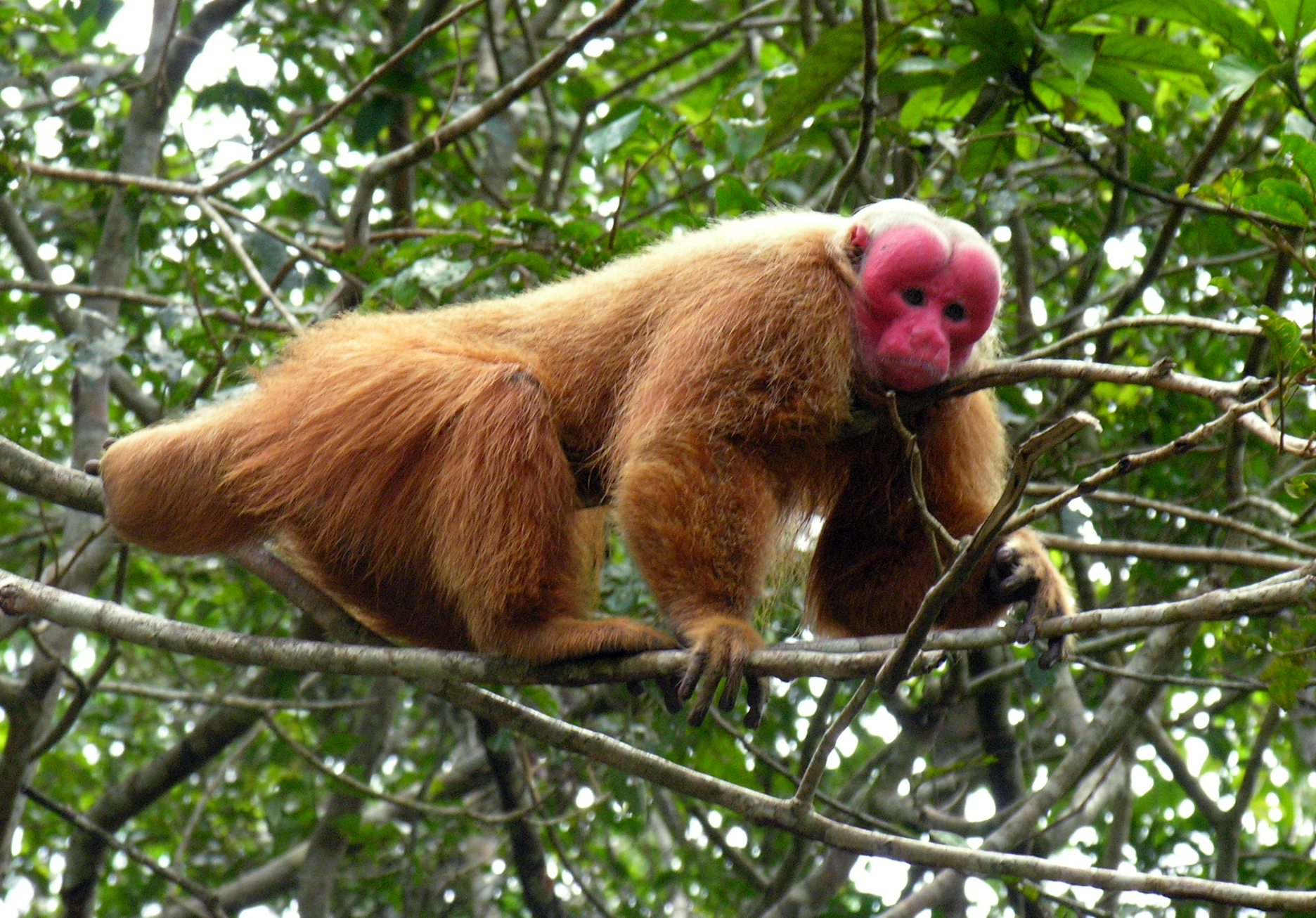
Uakari calvo (Cacajao calvus).

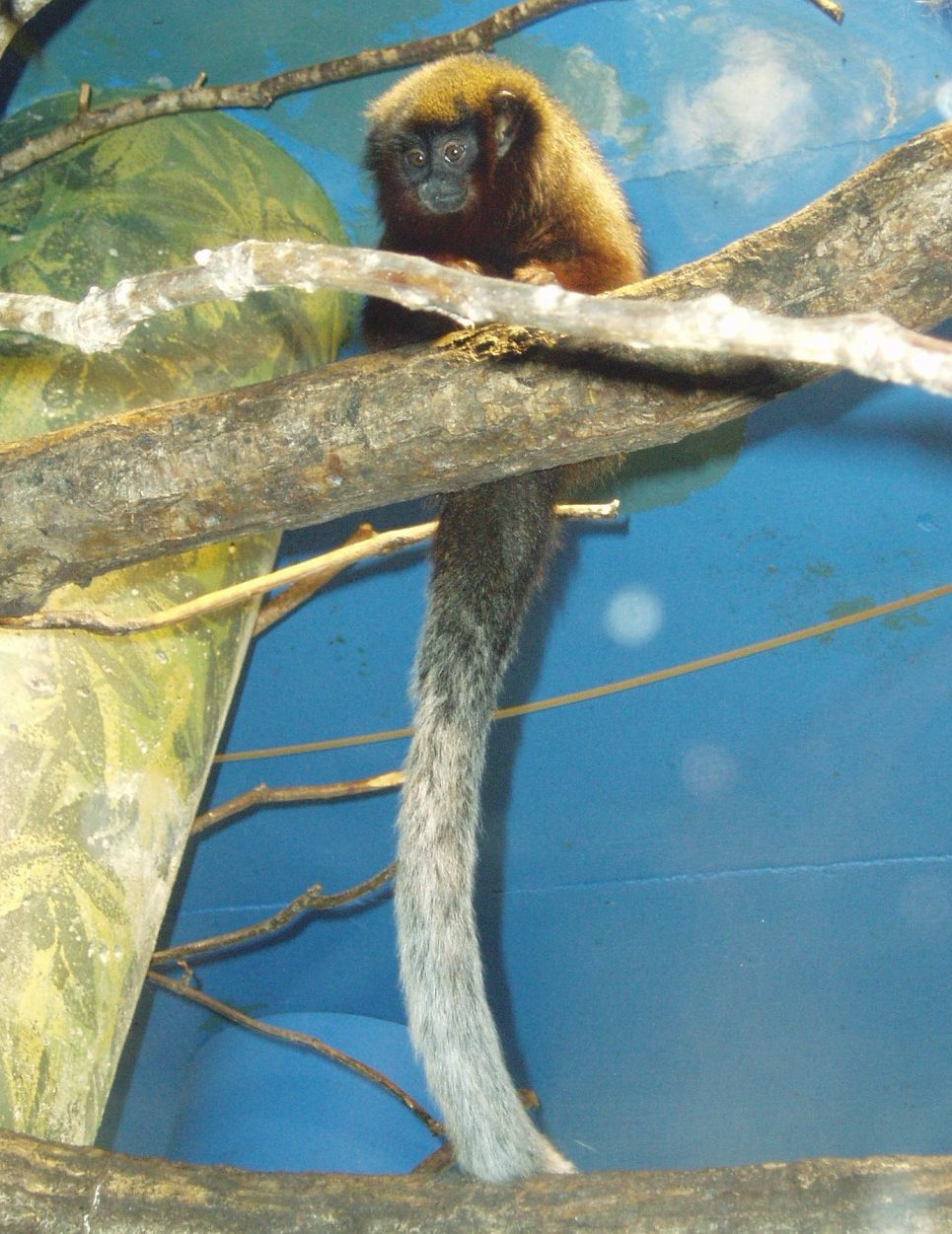
Callicebo rosso (Callicebus cupreus)

In passato la sottofamiglia Pitheciinae veniva considerata una sottofamiglia dei Cebidi, in seguito venne spostata ed accorpata, sempre col rango di sottofamiglia, agli Atelidi: in ambedue i casi, essa non comprendeva il genere Callicebus, quest'ultimo ascritto in un primo tempo ai Callitricidi e poi alla famiglia propria dei Callicebidae, alla quale a volte venivano accorpati anche gli Aotidi, col rango di sottofamiglia.

Attualmente quella dei Pithecidi è stata elevata al rango di famiglia a sé stante, alla quale sono ascritti quattro generi raggruppati in 2 sottofamiglie, per un totale di 45 specie viventi:
Infraordine Platyrrhini
- Famiglia Pitheciidae
  - Sottofamiglia Callicebinae
    - Tribù Xenotrichini
      - Genere Antillothrix
      - Genere Insulacebus
      - Genere Paralouatta
      - Genere Xenothrix

    - Tribù Callicebini
      - Genere Callicebus

  - Sottofamiglia Pitheciinae
    - Tribù Pitheciini
      - Genere Cebupithecia
      - Genere Nuciruptor
      - Genere Propithecia
      - Genere Cacajao
      - Genere Chiropotes
      - Genere Pithecia

## Conservazione
Tutte le specie di Pitheciidae sono protette dalla CITES (specie di cui è vietato il commercio).
Alcune specie, quali Callicebus barbarabrownae e Callicebus coimbrai, sono classificate nella IUCN red list come specie in pericolo critico di estinzione.